# Бишоп Сикамор Сентурионс
Бишоп Сикамор Сентурионс (енгл. Bishop Sycamore Centurions) је био Амерички фудбалски тим, базиран у Коламбусу, Охајо, тврдећи је да је фудбалски тим средње школе Бишоп Сикамор. Средња школа је била оглашавана као атлетска спортска академија, али након телевизијског пораза од ИМГ Академије, који је био емитован на ЕСПН-у 29. августа 2021. године, дошло је до повећане пажње и истраге о постојању школе. Ова истрага је открила идентитете и академске квалификације администрације тима. Бивши извршни директор Охајске средњошколске атлетске асоцијације (ОHSAA) изашао је у јавност тврдећи да је након три године истраживања школе био уверен да је реч о „превари”. Извештај, објављен у децембру 2021. године од стране Министарства за образовање Охаја, такође је дошао до истог закључка.
Сентурионси су претрпели једностране губитке у свих шест својих утакмица 2020. године, али њихов недостатак успеха им није омео способност да закажу утакмице против елитних припремних и средњих школа. Телевизијска утакмица против ИМГ Академије била је други пут да су играли против те школе, након сличног пораза 56–6 2020. године. Њихов распоред за 2021. годину био је четврти најтежи од свих средњошколских тимова у Сједињеним Америчким Државама. Након скандала око утакмице, преостали противници Бишоп Сикамора отказали су своје утакмице против тима.   
| Средња школа Бишоп Сикамор                 | Средња школа Бишоп Сикамор                  |
| ------------------------------------------ | ------------------------------------------- |
| Коламбус, Охајо, Сједињене Америчке Државе |                                             |
| Локација                                   |                                             |
| Информације                                |                                             |
| Tип                                        | Онлајн                                      |
| Упис                                       | 1 (јесен 2021)                              |
| Боје                                       | Црна и бела                                 |
| Атлетска конференција                      | Тексашка хришћанска атлетска лига (до 2021) |
| Име тима                                   | Центуриони (енгл. Centurions)               |

## Предсценски контекст
Бивши играч Арон Боyд (енгл. Aron Boyd) изјавио је у интервјуу за часопис Комплекс да су спортисти регрутовани под претпоставком да је школа „ИМГ Средњег запада”. Међутим, многи од њихових ученика-спортиста били су старији од средњошколског узраста, а стварног кампуса није било. Уместо тога, спортисти су смештени у хотел на пет месеци, при чему је једина образовна активност била једна посета јавној библиотеци. Школа је такође имала проблема са задржавањем тренера, будући да је 80% тренерског особља дало отказ током сезоне, остављајући тим са само два тренера и мајком једног играча. Спортисти такође нису добијали храну, па су неки од њих били приморани да краду из супермаркета како би јели.
Комплекс је такође спровео анонимни интервју с два бивша ученика средње школе Bishop Sycamore. Они су открили да је тадашњи главни тренер Лероj Џонсон (енгл. Leroy Johnson) регрутовао ученике с говором о „могућности вежбања у објектима Охајо Стејта”. У стварности, вежбали су се изван стамбеног комплекса у којем су боравили студенти на Охајо Стејт   универзитету. Тим, такође, није имао спортске тренере, што се резултовало тиме да су спортисти играли повређени. Станодавци код којих су боравили студенти често су их избацивали, јер Џонсон није плаћао кирију. Многи играчи су већ завршили средњу школу и међу њима је било „четворо или петоро деце од 20 и 21 године”. Неки од играча су имали правне проблеме; у једном тренутку толико играча је имало активне налоге за хапшење да тим није могао да лети на гостујуће утакмице. Један играч се придружио тиму одмах након изласка из затвора. Тим је такође имао проблема са заједништвом; бивши играч тврдио је да је било најмање пет туча на сваком тренингу.

#### Академија Хришћана Вере
Школа је првобитно основана као Академија Хришћана Вере (енгл. Christians of Faith Academy - COF) 2018. године. Федерална истрага је отворена како би се Академија Хришћана Вере истражила због коришћења фалсификоване валуте, преваре с кредитним и дебитним картицама, рачунарске преваре и других потенцијалних злочина. Академија је затворена након само једне сезоне и постала Бишоп Сикамор. Лероj Џонсон, бивши главни тренер, тврди да су имали везе с Трећим округом Афричке методистичке епископалне цркве (АМЕ) и да су имали планове за изградњу „масивног кампуса”. Џонсон је био директор за развој пословања у Ричард Ален групи    (енгл. Richard Allen Group), финансијској грани Афричке методистичке епископалне цркве. Касније је Џонсон користио COF и име цркве у својим покушајима продаје животног осигурања. Црква АМЕ је порекла било какву везу са школом, али истрага Колумбов Ивештај (енгл. The Columbus Dispatch) пронашла је трагове електронске поште и банковних извода који документују везе између АМЕ и школе, која је првобитно основана у намери да пружи прилике за образовање угроженој деци. Било какве везе АМЕ са школом су прекинуте до јесени 2018. године.
Као тим школе Академија Хришћана Вере, одиграли су своју инаугуралну сезону 2018. године; од 12 заказаних утакмица, тим је победио две, изгубио осам и предао две, укључујући и своју прву заказану утакмицу против ИМГ Академије.

#### Јутхбилд
Школа Бишоп Сикамор покушала је да се повеже са школом Јутхбилд (YouthBuild Columbus Community). Међутим, када је Бишоп Сикамор покушао да се промовише као партнер са школом Јутхбилд, ова школа је одлучила да прекине сарадњу, завршивши слањем писма о престанку коалиције Бишоп Сикамору, наглашавајући да се ове две организације не смеју повезивати. Године 2019. постојале су забринутости да су неки од играча Јутхбилда старији од 18 година или да су већ искористили своје четири године спортске квалификације за средњу школу. Ове гласине, које су супротне правилима Националне федерације државних удружења средњих школа (NFHS) и више државних удружења, навеле су средњу школу Појнт Плезант (енгл. Point Pleasant High School) у Западној Вирџинији да откаже своју утакмицу против њих из одговорних разлога.

#### 2019-2020.
Фудбалски тим познат као Бишоп Сикамор први пут је играо 2019. године, током којих су остварили резултат од 4-5 против различитих мањих школа, где ниједна од њих није била смештена у Охају. Године 2019, 27. августа, избачени су из утакмице против средње школе Мејнленд (енгл. Mainland High School) на  приватном фудбалском турниру у Милтону, Џорџији, због „повреде уговора”, јер нису на време доставили списак играча и резервисали хотелске собе.
Током 2020. године, Бишоп Сикамор је нудио онлајн часове путем организације под називом савез дипломирања (енгл. Graduation Alliance), али су часови прекинути после пет месеци због тога што Бишоп Сикамор није измирио плаћања за услуге организације. У међувремену, тим је искористио отказивања због пандемије Ковид-19 да би заказао утакмице против реномираних тимова који је требало да попуне свој распоред; те године остварили су резултат од 0-6 и били су надиграни с   227-42 у головима. Њихов распоред је укључивао школе познате по јаким фудбалским тимовима, као што су средња школа Масилон Вашингтон (енгл. Massillon Washington High School), МекКaли школа (енгл. McCallie School), средња школа Светог Едварда (енгл. St. Edward High School), средња школа Светог Игнатиса (енгл. Saint Ignatius High School) и ИМГ Академија (енгл. IMG Academy); ИМГ Академија је победила Бишоп Сикамор 56–0. NBC News је приметио да се такви елитни средњошколски програми боре да пронађу противнике изван своје лиге или географске области, јер је мало њих било вољно да путује велике раздаљине да би се суочили са значајно супериорнијим противником. Вероватно Бишоп Сикамор није имао проблема да убеди тимове да закажу утакмицу.

#### Сезона 2021. године
Бишоп Сикамор ушао је у сезону 2021. с четвртим најтежим распоредом у нацији. Покушали су и да прикупе $20,000 путем платформе GoFundMe, како би финансирали програм фудбалске школе, али су прикупили само $140. Пре њихове, веома медијски експониране, утакмице против ИМГ Академије 2021. године, Бишоп Сикамор је одиграо две утакмице током те сезоне, изгубивши прву утакмицу резултатом 38–0 од средње школе Архиепископ Хобан (енгл. Archbishop Hoban High School) 19. августа 2021. године. Затим су одиграли другу утакмицу само два дана пре утакмице против ИМГ Академије, против средње школе Сто-Рокс (енгл. Sto-Rox High School) 27. августа 2021. године, коју су изгубили 19–7.

### Тренер Лерој Џонсон
Лерој Џонсон млађи (енгл. Leroy Johnson Jr.), познат и као Рој Џонсон, тренер је америчког фудбала, који је најновије служио као главни тренер тима Сентурионс (енгл. Bishop Sycamore Centurions). 
Током 2018. године, Џонсон је био потписан за Хришћане Академије Вере као спортски директор и помоћни тренер. Крајем сезоне, тим се распао из финансијских разлога. У 2020. години, Џонсон је променио име Хришћане Академије Вере у Бишоп Сикамор, а 29. августа 2021. године тим је играо против ИМГ Академије на ЕСПН-у, али је изгубио 58–0, због ове ситуације Џонсон је умало био отпуштен. Након утакмице, Џонсон је доспео под жестоку критику. 
|  | Каријера у тренерству (главни тренер, осим ако није наведено другачије)        | Каријера у тренерству (главни тренер, осим ако није наведено другачије) |
|  | ------------------------------------------------------------------------------ | ----------------------------------------------------------------------- |
|  | 2019–2021                                                                      | Бишоп Сикамор                                                           |
|  | Административна каријера (атлетски директор, осим ако није наведено другачије) |                                                                         |
|  | 2018                                                                           | Академија Хришћана Вере                                                 |
|  | Рекорд главног тренера                                                         |                                                                         |
|  | Генерално                                                                      | 0–9 (средња школа)                                                      |

Откривено је да постоји активан налог за хапшење Џонсона, који се односи на „фраудулентно представљање, конверзију и неоправдано богаћење”. Џонсон се такође суочава с грађанском тужбом коју је поднео ARN Hospitality, тврдећи да им дугује 110.685 долара због неплаћања било ког дела рачуна из хотела у коме су играчи били смештени. Он се суочава са сличним тужбама за неисплату од превозничке компаније и произвођача фудбалских кацига. Џонсон је такође узео кредит од 100.000 долара, али га никада није вратио банци.
Бивши спортисти у Бишоп Сикамору такође су открили да су све Џонсонове специфичне речи и методе које се користе за називање офанзивних игара потекли из видео игре Маден НФЛ (енгл. Madden NFL). Сазнајемо и да је тим напао бескућника који је покушао да уђе у Џонсонов ауто. Једини наставни предмет који је понуђен студентима је био религијски, а њега је такође предавао Џонсон.  

## Фудбалска утакмица ИМГ Академије 2021. године
Бишоп Сикамор привукао је националну пажњу када су одиграли фудбалску утакмицу против моћне ИМГ Академије 29. августа 2021. године. Утакмица је емитована на ESPN-у, као завршница 2021. ESPN High School Kickoff, што представља викенд испуњен утакмицама средњошколског фудбала које су емитоване на ESPN-овим мрежама и које су приказивале истакнуте тимове, национално рангиране перспективе и играче који су се обавезали да ће играти на колеџима. Утакмице су биле резервисане од стране компаније Парагон Маркетинг, која је историјски била партнер за ESPN-ове средњошколске догађаје. Парагон није успео да пронађе тим који би био вољан да игра против ИМГ Академије, па су своје напоре преусмерили на човека по имену Џоу Маимон (енгл. Joe Maimon), који води компанију названу Prep Gridiron Logistics. Маимон је контактирао 200 школа како би играле против ИМГ Академије, и Бишоп Сикамор је била једина школа вољна да им се супротстави. Многи су очекивали да ће утакмица бити између два елитна програма, али далеко је била од тога. ИМГ Академија је доминирала током целе утакмице, победивши 58-0, остваривши своју прву победу без примљеног поготка од 2019. године.
| ИМГ Академија (0–0)  | Бишоп Сикамор (0–2)  |
| -------------------- | -------------------- |
| 58                   | 0                    |
| Тренер: Пепер Џонсон | Тренер: Лерој Џонсон |

|     | 1  | 2  | 3 | 4  | Укупно |
| --- | -- | -- | - | -- | ------ |
| ИМГ | 23 | 14 | 7 | 14 | 58     |
| БСК | 0  | 0  | 0 | 0  | 0      |

Како је неравноправна борба трајала, коментатори Аниш Шроф (енгл. Anish Shroff) и Том Лугинбил   (енгл. Tom Luginbill) почели су да доводе у питање легитимност Центуриона на антени. Открили су да ЕSNP није успео да потврди тврдње да њихов тим садржи перспективе NCAA дивизије, и нису могли пронаћи никакав помен о Бишоп Сикамору или њиховим играчима у било којим базама података о регрутацији. Шроф се запитао како је Бишоп Сикамор заказан за национално телевизовану утакмицу против ИМГ Академије - „најталентованијег припремног тима у земљи”. Према Шрофовом мишљењу, утакмица је изгледала толико несразмерно да  „сада морате бити забринути за здравље и безбедност”. Лугинбил се сложио, рекавши да би утакмица могла постати  „опасна” због очигледног недостатка дубине Бишоп Сикамора.
Један члан продукције ЕSNP-а упоредио је утакмицу с  „четири и пет звездица против јуниорског универзитетског тима”. Након што је ИМГ постигао 23 поена у првом кварталу, организатори догађаја разговарали су с Џонсоном о примени правила милосрђа, али је он одбио. Касније се сазнало да су званичници ЕSPN-а одобрили емитовање упркос томе што је Бишоп Сикамор био спор у пружању основних информација о школи и тиму, што је било супротно дугогодишњој пракси за средње школе које се појављују на мрежи. На пример, Џонсон се није појавио на заказаном виртуалном састанку продукције два дана пре утакмице. ЕSPN је добио само листу чињеница о школи неколико сати пре утакмице. Неки чланови продукције ЕSPN-а сумњали су да нешто није у реду када се неколико имена на ростеру Бишоп Сикамора није проверило, али је утакмица ипак одржана како је планирано.
Након утакмице, хотел Fairfield Inn & Suites, где је Бишоп Сикамор боравио у Кантону, оптужио је тим да је покушао да користи два неважећа чека у износу од 3.596 долара како би платили 25 соба. Такође су им наплатили 750 долара за штету у собама. Полиција Кантона саопштила је да истражује школу због фалсификовања.

## Последице
Тренер Лерој Џонсон је отпуштен 31. августа након утакмице против ИМГ Академије, где је затим оснивач Андре Петерсон (енгл. Andre Peterson) преузео операцију. Петерсон је тврдио да је институција била легитимна, напомињући да је у школу уписао сопственог сина. Међутим, бивши играчи Џонсона рекли су: „Он никада неће напустити тај програм. Можда ће казати да неће прихватити посао тренера. Можда ће лагати да би натерао јавност да му се скине с леђа, али Рој (Џонсон) се неће извући из тога. Увек ће им бити у ушима.” Џонсона је заменио Тајрен Џексон (енгл. Tyren Jackson), као главни фудбалски тренер школе. У интервјуу за Коламбус ТВ станицу WCMH-TV, након његовог запошљавања, Џексон је признао да организација није школа и да није требало да се идентификује као школа:
Ми нисмо школа. То није оно што је Бишоп Сикамор, и мислим да је то била највећа заблуда о нама, а то је била наша грешка. Зато што је то била грешка у папирологији.
У истом интервјуу, Џексон је рекао да се тим и даље нада да ће заказати још утакмица 2021. године, напомињући да ће новооткривена озлоглашеност тима осигурати да први противник који пристане да игра против Бишопа Сикамора тиме „завршити на националним вестима”.
Након утакмице, навијачи и медији почели су да постављају питање да ли је Бишоп Сикамор права средња школа. Током школске 2020/21. године, Министарство образовања Охаја навело је Бишопа Сикамора као „школу која није овлашћена и није подржавана од порезима”; школа уопште није била наведена на листи за 2021/22. годину. Држава је навела сандуче у пошти као њихову поштанску адресу, а физичку адресу као објекат за спортску обуку у Коламбусу. Римокатоличка дијецеза Коламбуса није имала евиденцију ни о једном бискупу по имену Сикамор, нити о било којој парохијској школи под тим именом у својој бискупији, током своје историје. Школска веб страница је садржала празне странице „О нама” и „Особље”. Школа није део Атлетског удружења средњих школа Охаја (OHSAA); уместо тога игра у Тексашкој хришћанској атлетској лиги (TCAL), која укључује тим у својој Дивизији 6А, „националној дивизији”, отвореној за тимове изван Тексаса (крајем октобра, TCAL је избацио Бишопа Сикамора из лиге). У 2020. години, школа је имала само три уписана ученика. Гувернер Охаја Мајк ДеВајн (енгл. Mike DeWine) најавио је да ће Министарство образовања Охаја отворити истрагу о образовном раду школе. Након те истраге, три преостале школе које су и даље планиране да играју против Бишопа Сикамора отказале су утакмице. OHSAA је касније навела да, чак и да Бишоп Сикамор није веродостојна средња школа, тимовима у њиховој надлежности би и даље било дозвољено да заказују и играју против Бишопа Сикамора, јер ниједно правило у правилнику OHSAA не захтева да противници OHSAA тимова буду повезани с било којим средњим школа. Такве утакмице би се сматрале егзибиционим за потребе вођења евиденције. Истрага коју је спровело Министарство образовања Охаја у вези с Бишопом Сикамором објављена је 17. децембра 2021. године и утврдила је да школа није испунила образовне стандарде, да није обезбедила физичку локацију за наставу и да није запослила ниједног наставника. У извештају се даље наводи да је Бишоп Сикамор вероватно превара и да се препоручује главном тужиоцу Охаја да размотри могућу правну акцију против администратора школе.
Забринутост за безбедност играча такође је изнета, након што је откривено да је Бишоп Сикамор играо утакмицу у петак увече, само два дана раније, против средње школе Сто-Рокс у Пенсилванији (коју су изгубили 19-7). Утакмица је укључивала многе исте играче као и у њиховој утакмици против ИМГ Академије. Рашид Гази (енгл. Rashid Ghazi), председник Парагон Маркетинга, рекао је да би утакмица била отказана да је неко знао да је Бишоп Сикамор већ играо утакмицу претходног петка. Након утакмице, ESPN је објавио изјаву у којој је одговорност за инцидент ставио на Парагон, рекавши да је Парагон дао уверавања „да ће предузети кораке да спрече оваква дешавања у будућности”. Средња школа Данканвил (енгл. Duncanville High School) у Данканвилу, Тексасу, првобитно је навела да намерава да настави са својом заказаном утакмицом против Бишопа Сикамора 10. септембра, упркос оптужбама за неприкладност, али су касније одлучили да откажу утакмицу и траже новог противника.

#### Оптужбе преваре
Бен Фере (енгл. Ben Ferree), бивши помоћник директора Озваничења и спортског менаџмента (енгл. Officiating and Sport Management) из OHSAA, рекао је за Awful Announcing да је провео „добар део три године” истражујући Бишопа Сикамора и њену претходну итерацију, COF академију. Први пут је обратио пажњу на школу када је приметио да је играла против бројних школа чланова OHSAA. Стандардна пракса је да Фере контактира било коју школу која није чланица OHSAA да би верификовао њено учлањење ради рангирања одлучујућих игара. Међутим, Фере је посумњао када је COF академија тврдила да има 750 дечака на регистру; према Фереу, да новоотворена школа у главном граду државе има толико дечака, он и други OHSAA званичници би већ знали о томе. Након неуспешних покушаја да се верификује то што је COF академија тврдила да је, OHSAA је прогласила да COF академија није легитимна школа, што је довело до опозивања њене повеље у 2018. години. Фере је закључио да је Бишоп Сикамор постојала као Џонсонов подухват ради зараде новца. Рекао је Awful Announcing-у да би се Џонсон сложио да игра против јаких средњих школа, под претпоставком да ће та школа осигурати трошкове пута Бишоп Сикамора, док би он сачувао фонд путовања и користио га за личне потребе.

#### Документарци
Комичар Кевин Харт (енгл. Kevin Hart) најавио је да ће његова продукцијска компанија Хартбит Продакшнс (енгл. Heartbeat Productions), Комплекс Нетврокс (енгл. Complex Networks) и други започети продукцију документарне серије која би покривала „како су школа и ова игра надмудриле свет и постале вести на насловној страни”.
Продукцијска компанија бившег NFL играча Мајкла Стрејхена (енгл. Michael Strahan), SMAC Entertainment, објавила је у септембру 2021. године да је обезбедила права на интервју с Леројем Џонсоном за документарац о Бишопу Сикамору. SMAC се касније удружио с продуцентима кратког филма Two Distant Strangers Тревоном Фријем (енгл. Travon Free) и Мартином Десмондом Ројом (енгл. Martin Desmond Roe), Адамом Макајовим (енгл.  Adam McKay) Hyperobject Industries, Спенсер Пејсингеровим (енгл. Spencer Paysinger) Moore Street Productions, Boat Rocker Media и The Athletic, како би направили HBO Sports документарац под називом BS High, за који је објављено да је у продукцији у августу 2022. године, с премијером на Трајбека филмском фестивалу у јуну 2023. године.

#### Покушај повратка фудбалу 2023.
Публикација Richmond Times-Dispatch објавила је да ће се Бишоп Сикамор вратити као тим и да ће одиграти утакмицу против Life Christian академије 9. новембра 2023. године на Државном универзитету Вирџиније. Главни тренер Life Christian академије Дејвид Фицџералд (енгл.   David Fitzgerald), рекао је да „особље Бишоп Сикамора настоји да поврати своју репутацију” и да су „радили са веома угледним компанијом која склапа средњошколске фудбалске утакмице”. Life Christian академија се суочила с изазовима при планирању утакмица због брига око академских и квалификаторских стандарада. Компанија која је организовала утакмицу звана Prep Gridiron Logistics, коју води Џоу Мамион, организовала је и меч између Бишоп Сикамора и ИМГ академије. У својој изјави, Prep Gridiron Logistics саопштио је да утакмица још увек није финализирана. Године  2023, 8. новембра, Life Christian академија је објавила да је меч пропао због недостатка опреме.